# Здруй (Великопольське воєводство)
Здруй (пол. Zdrój, нім. Grätz Abbau) — село в Польщі, у гміні Ґродзиськ-Велькопольський Ґродзиського повіту Великопольського воєводства.
Населення — 370 осіб (2011).

## Демографія
Демографічна структура станом на 31 березня 2011 року:
|          | Загалом | Допрацездатний вік | Працездатний вік | Постпрацездатний вік |
| -------- | ------- | ------------------ | ---------------- | -------------------- |
| Чоловіки | 192     | 49                 | 130              | 13                   |
| Жінки    | 178     | 48                 | 110              | 20                   |
| Разом    | 370     | 97                 | 240              | 33                   |